# Вороніна Ганна Сергіївна
Ганна Сергіївна Вороніна (нар. 17 квітня 1992, Маріуполь, Україна) — українська футболістка, нападниця харківського «Житлобуду-1» та збірної України. Майстер спорту.

## Клубна кар'єра
Народилася в Маріуполі. Футбольну кар'єру розпочала в «Донеччанці». У чемпіонаті України дебютувала 2008 року. У команді відіграла 6 сезонів, за цей час у Вищій лізі провела 69 матчів та відзначилася 42-а голами. У 2014 році зіграла 1 матч у чемпіонаті України (відзначилася 1 голом), у зв'язку з активізацією сепаратистів та російських окупаційних військ на Сході України донецький колектив припинив виступи й фактично власне існування. Ганна отримала статус вільного агента й почала шукати для себе нове місце роботи.
По ходу сезону 2014 року приєдналася до «Житлобуду-1», за яку дебютувала 26 серпня 2014 року в переможному (5:0) домашньому поєдинку 13-о туру Вищої ліги проти чернігівської «Легенди». Вороніна вийшла на поле в стартовому складі та відіграла увесь матч, а на 80-й хвилині відзначилася дебютним голом за нову команду. Разом з командою тричі вигравала чемпіонат України та тричі ставала володаркою кубку країни. Разом з командою виступала в жіночій Лізі чемпіонів, в якій дебютувала 9 серпня 2014 року в переможному (5:0) поєдинку кваліфікаційного раунду проти «Гленторана». Ганна вийшла на поле в стартовому складі, на 15-й хвилині відзначилася голом, на 66-й хвилині отримала жовту картку, а на 82-1 хвилині її замінила Оксана Пожарська. У серпні 2015 року перенесла операцію на коліні. У квітні 2018 року відзначилася 100-м голом у професіональній кар'єрі.

## Кар'єра в збірній
Виступала в дівочій збірній України WU-19, за яку дебютувала 11 вересня 2010 року в переможному (2:1) домашньому поєдинку кваліфікації чемпіонату Європи WU-19 проти одноліток з Ізраїлю. Ганна вийшла на поле в стартовому складі, а на 90-й хвилині її замінила Світлана Бажан. У збірній WU-19 зіграла 6 матчів.
Наприкінці липня 2014 року отримала виклик до збірної України. Дебютувала в національній збірній України 20 серпня 2014 року в переможному (3:1) виїзному поєдинку кваліфікації жіночого чемпіонату світу проти Білорусі. Вороніна вийшла на поле на 90+2-й хвилині, замінивши Оксану Яковишин.

## Досягнення
«Донеччанка»
- Вища ліга чемпіонату України
  -  Бронзовий призер (2): 2012, 2013

- Кубок України
  -  Фіналіст (1): 2012

«Житлобуд-1»
- Вища ліга чемпіонату України
  -  Чемпіон (3): 2014, 2015, 2017/18
  -  Срібний призер (2): 2016, 2017

- Кубок України
  -  Володар (3): 2014, 2015, 2016
  -  Фіналіст (1): 2017/18